# Paris s'en va
Pour plus de détails, voir Fiche technique et Distribution.
Paris s'en va est un court métrage français réalisé en 1980 par Jacques Rivette.

## Fiche technique
- Titre : Paris s'en va
- Réalisation :  Jacques Rivette
- Scénario : Jacques Rivette et Suzanne Schiffman
- Photographie : Caroline Champetier et William Lubtchansky
- Son : Georges Prat et Gérard Lecas - Mixage : Elvire Lerner
- Montage : Nicole Lubtchansky et Catherine Quesemand
- Musique : Astor Piazzolla
- Production : Paris Audiovisuel
- Pays de production :  France
- Durée : 30 minutes

## Distribution
- Bulle Ogier
- Pierre Clémenti
- Pascale Ogier

## À propos du film
Commande de l'association Paris Audiovisuel, dirigée par Henry Chapier, dans la perspective d'un Paris vu par... composé de courts métrages réalisé par plusieurs cinéastes, le film de Jacques Rivette n'a finalement pas été retenu : « ... sorte de version courte et alternative du Pont du nord, [il] montrait trop de terrains vagues, de grues et d’excavatrices... »
Ce court métrage a été projeté le 22 mars 2007 au Centre Pompidou.